# Longfeng (socken)
Longfeng (kinesiska: 龙凤, 龙凤乡) är en socken i Kina. Den ligger i provinsen Hunan, i den södra delen av landet, omkring 100 kilometer söder om provinshuvudstaden Changsha.
Genomsnittlig årsnederbörd är 1 770 millimeter. Den regnigaste månaden är maj, med i genomsnitt 314 mm nederbörd, och den torraste är oktober, med 35 mm nederbörd.